# 加藤聡 (野球)
加藤 聡（かとう さとし、1986年9月5日 - ）は、日本の元プロ野球選手（外野手）。右投右打。プロでは育成選手であった。

## 来歴・人物

### プロ入り前
大阪泉北ボーイズでジャイアンツカップベスト4、上宮太子高等学校では2年秋まで投手としてプレー。同期に青松敬鎔がいる。3年時の夏は、大阪府予選4回戦で敗退。
高校卒業後、阪神大学野球連盟に加盟する大阪産業大学に進学し、2年時の秋に外野手に転向した。その秋に同校・明治神宮大会初出場となり初戦の東北福祉大戦で勝ち越し本塁打を放って初勝利に導く。3年春には阪神リーグにて首位打者を獲得。リーグ通算6本塁打。大学の同期に内田好治がいる。
2008年10月30日に行われたプロ野球ドラフト会議で、中日ドラゴンズから育成選手ドラフト1位で指名され、11月13日に仮契約した。

### プロ入り後
2012年10月2日、戦力外通告を受けた。
ダルビッシュ有は、自らのtwitterで今までで一番衝撃を受けた投手として加藤の名を挙げ、「中学のとき加藤より良い投手になれる気がしなかった」と語ったことがある。

## 詳細情報

### 年度別打撃成績
- 一軍公式戦出場なし

### 背番号
- 201 （2009年 - 2012年）